# Mannes Francken
Mannes Francken   (Haarlem, 20 de maig de 1888 - Aerdenhout, 19 de novembre de 1948) fou un futbolista neerlandès de la dècada de 1900.
Començà a jugar com a porter, però més endavant esdevingué davanter. Fou internacional per la selecció dels Països Baixos entre 1906 i 1914. Va ser jugador del Koninklijke HFC.
Els seus germans Harry, Jacques i Peddy Francken també van jugar al HFC.